# Orgasmo

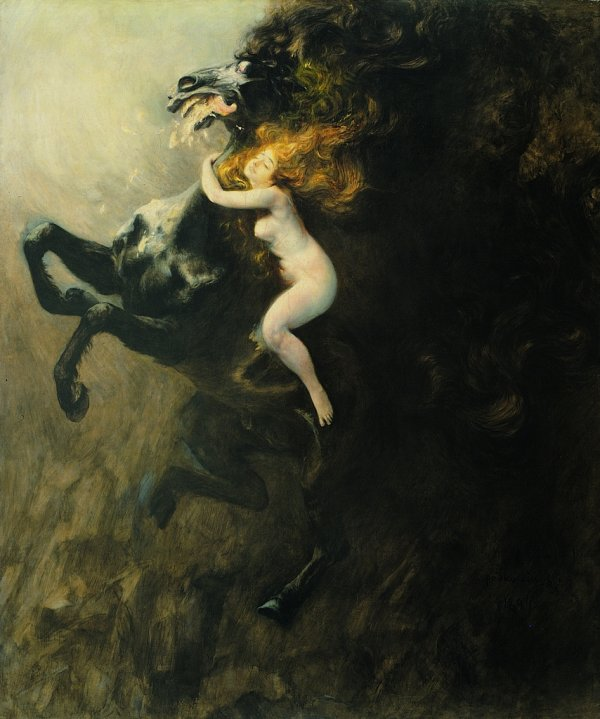
Frenzy of Exultations (1894) di Władysław Podkowiński

L'orgasmo (a volte chiamato anche acme o climax) è un complesso di reazioni neuro-muscolari involontarie, di breve durata, che corrisponde al culmine dell'eccitazione sessuale conseguente alla stimolazione fisica e psicologica delle zone erogene e degli organi sessuali.
Nell'uomo il suo esito fisiologico è l'eiaculazione, mentre nella donna dà luogo a contrazioni perivaginali, alle quali in alcuni casi si accompagnano fenomeni escretori (la cosiddetta eiaculazione femminile).

## Generale
L'orgasmo nell'uomo si presenta come un picco rapido di eccitazione seguito dall'eiaculazione, accompagnato da una sensazione di intenso piacere, mentre nella donna può consistere in sensazioni di piacere più estese, con alcuni picchi di piacere e un decremento delle sensazioni più lento.
In ambedue i sessi l'orgasmo è per lo più associato ad altri tipi di reazioni involontarie, come emissioni vocali e spasmi muscolari in zone diverse del corpo, unite a una generica sensazione di euforia. È di solito seguito da una sensazione di leggero torpore e da un generalizzato bisogno di riposo. Questa sensazione di rilassatezza e sonnolenza può essere attribuita al rilascio di endorfine, oltre che al naturale bisogno di riposo dopo un'intensa attività fisica.

## L'orgasmo negli uomini

Pene in eiaculazione durante l'orgasmo

Nell'uomo l'orgasmo è quasi sempre legato all'eiaculazione, come nella maggior parte dei mammiferi.
Durante l'orgasmo si verificano in rapida successione contrazioni ritmiche della prostata, dell'uretra e dei muscoli situati alla base del pene, che servono a espellere lo sperma durante l'eiaculazione. Il processo di eiaculazione ha una durata che varia dai 3 ai 10 secondi e provoca generalmente una sensazione di piacere intenso. L'apice dell'orgasmo dura comunque in media 3 secondi.
All'eiaculazione segue un periodo refrattario, durante il quale l'uomo non ha la possibilità di avere un ulteriore orgasmo, ma anzi può provare fastidio se i suoi genitali vengono stimolati. Tale periodo può variare da minuti a diverse ore, a seconda dell'età e di altri fattori individuali.
Sono documentati rari casi di individui nei quali il periodo refrattario è totalmente assente. Questa particolarità sarebbe causata da una disfunzione della ghiandola pituitaria.

## L'orgasmo nelle donne
Nella donna esiste un unico tipo di orgasmo: quello clitorideo, come evidenziato dagli studi di William Masters e Virginia Johnson, anche se si parla erroneamente anche di orgasmo vaginale. L'orgasmo è provocato dalla sola stimolazione del clitoride: l'orgasmo comunemente detto "clitorideo" avviene appunto per stimolazione diretta del clitoride, mentre quello impropriamente detto vaginale è raro e giungerebbe tramite stimolazione indiretta del clitoride stesso e tendenzialmente ha una durata maggiore di quello maschile (fino a 20 secondi).

Le contrazioni involontarie dei genitali esterni femminili durante l'orgasmo

Il clitoride è sensibilissimo alle stimolazioni, dunque stimolandolo in modo indiretto (sfregamento con il corpo del partner) o diretto (masturbazione e cunnilingus) può sopraggiungere l'orgasmo femminile. Questa è la stimolazione per mezzo della quale le donne provano l'orgasmo.
L'orgasmo erroneamente detto vaginale è quello che si raggiungerebbe per stimolazione indiretta del clitoride durante il coito. L'orgasmo in questo caso sarebbe dovuto ai movimenti del pene nella vagina che tirano le labbra minori, le quali tirano il cappuccio che ricopre il clitoride sfregandolo e stimolandolo. Può dipendere inoltre dalla posizione coitale: se permette lo sfregamento dell'area pubica della donna, potrebbe raggiungere l'orgasmo.
Tuttavia, la riuscita della stimolazione indiretta del clitoride è meno frequente rispetto all'orgasmo raggiunto per stimolazione diretta, data la difficoltà e improbabilità di occorrenza dei suddetti meccanismi: la maggior parte delle donne infatti non sperimenta orgasmo durante il semplice coito se il clitoride non viene stimolato anche direttamente.
Una mancata informazione, dovuta a retaggi culturali e sociali, ha fatto sì che esista ancora oggi una certa confusione riguardo l'orgasmo femminile e molte donne, anch'esse non adeguatamente consapevoli, spesso scelgono la pratica comune di fingere l'orgasmo. In tale ottica sarebbe spiegata anche l'insorgenza di numerosi casi di anorgasmia femminile.
A differenza dell'uomo, la donna non ha un periodo refrattario o ne ha di molto brevi. Se la stimolazione sessuale continua, la donna potrebbe raggiungere un successivo orgasmo in tempi relativamente ravvicinati. Circa il 13% delle donne riuscirebbe ad avere più orgasmi quasi in successione (cosiddetti orgasmi multipli). Il clitoride, dopo l'orgasmo, potrebbe rimanere troppo sensibile per tollerare un'ulteriore stimolazione in tempi ravvicinati, con sensazione di irritabilità o addirittura di dolore, specialmente se non lubrificato a sufficienza.

### Eiaculazione femminile
In alcune donne l'orgasmo sarebbe accompagnato dall'espulsione di fluido (la cosiddetta eiaculazione femminile), secreto dalle ghiandole di Skene localizzate in prossimità del meato uretrale. In altre donne tali ghiandole sono atrofiche e questo spiegherebbe l'assenza nel loro caso di tale fenomeno.

### Fattori psicologici
Un ruolo fondamentale nel raggiungimento dell'orgasmo è giocato dalla mente. La sessuologia moderna considera che, per raggiungere l'orgasmo, occorre essere mentalmente predisposti. Si può infatti trovare difficoltà a raggiungere il piacere o a non raggiungerlo se non si è sufficientemente sereni e coinvolti sentimentalmente o fisicamente. L'insoddisfazione riguardante il proprio corpo, sensi di colpa dovuti a fraintendimenti nel campo delle idee religiose, insicurezza, pensieri negativi, partner non corrisposto sentimentalmente e/o fisicamente, complessi di inferiorità, possono incidere negativamente sull'esito dell'orgasmo.

## Sesso tantrico
Il sesso tantrico, che non è da confondersi col tantra buddistico (Vajrayana), è l'antica tradizione indiana di pratiche sessuali spirituali. Attribuisce un valore diverso all'orgasmo rispetto a quello tradizionalmente accettato dalla cultura occidentale. I principi del sesso tantrico mirano a eliminare l'orgasmo dal rapporto sessuale per rimanere a lungo in uno stato pre-orgasmico. Alcuni praticanti sostengono di poter generare a piacere quello che sembrerebbe essere il più intenso tipo degli orgasmi, il cosiddetto Orgasmo Kundalini.

## Orgasmo forzato
Nell'ambito dei giochi di ruolo di tipo BDSM, ovvero di dominazione e sottomissione, è frequentemente utilizzata, assieme alla negazione dell'orgasmo, la pratica dell'orgasmo forzato.
Tale pratica consiste nell'effettuazione, da parte del soggetto dominante, di una prolungata e ripetuta stimolazione sessuale - legata per lo più alla masturbazione - nei confronti del soggetto sottomesso, anche dopo che questi ha raggiunto effettivamente l'orgasmo. L'orgasmo forzato consiste quindi in una stimolazione sessuale effettuata dal soggetto dominante durante il periodo di refrattarietà e di scarsa eccitabilità conseguente al raggiungimento dell'orgasmo, con l'obiettivo di forzare nel tempo più breve possibile una nuova fase di eccitazione e conseguire più orgasmi in rapida successione.
La particolarità di questa pratica consiste nel fatto che il soggetto sottomesso, pur essendo disponibile sessualmente, può tuttavia avvertire quasi come dolorosa o fastidiosa la stimolazione sessuale effettuata nei suoi confronti dal partner dominante, nel periodo refrattario, e tuttavia la subisce ugualmente, fino a essere condotto nuovamente all'eccitazione e all'orgasmo in condizione di totale passività e subordinazione.